# Xylopia humbertii
Xylopia humbertii är en kirimojaväxtart som beskrevs av Jean H.P.A. Ghesquière, Alberto Judice Leote Cavaco och Monique Keraudren. Xylopia humbertii ingår i släktet Xylopia och familjen kirimojaväxter. Inga underarter finns listade i Catalogue of Life.